# Coup d'État de 2006 aux Fidji

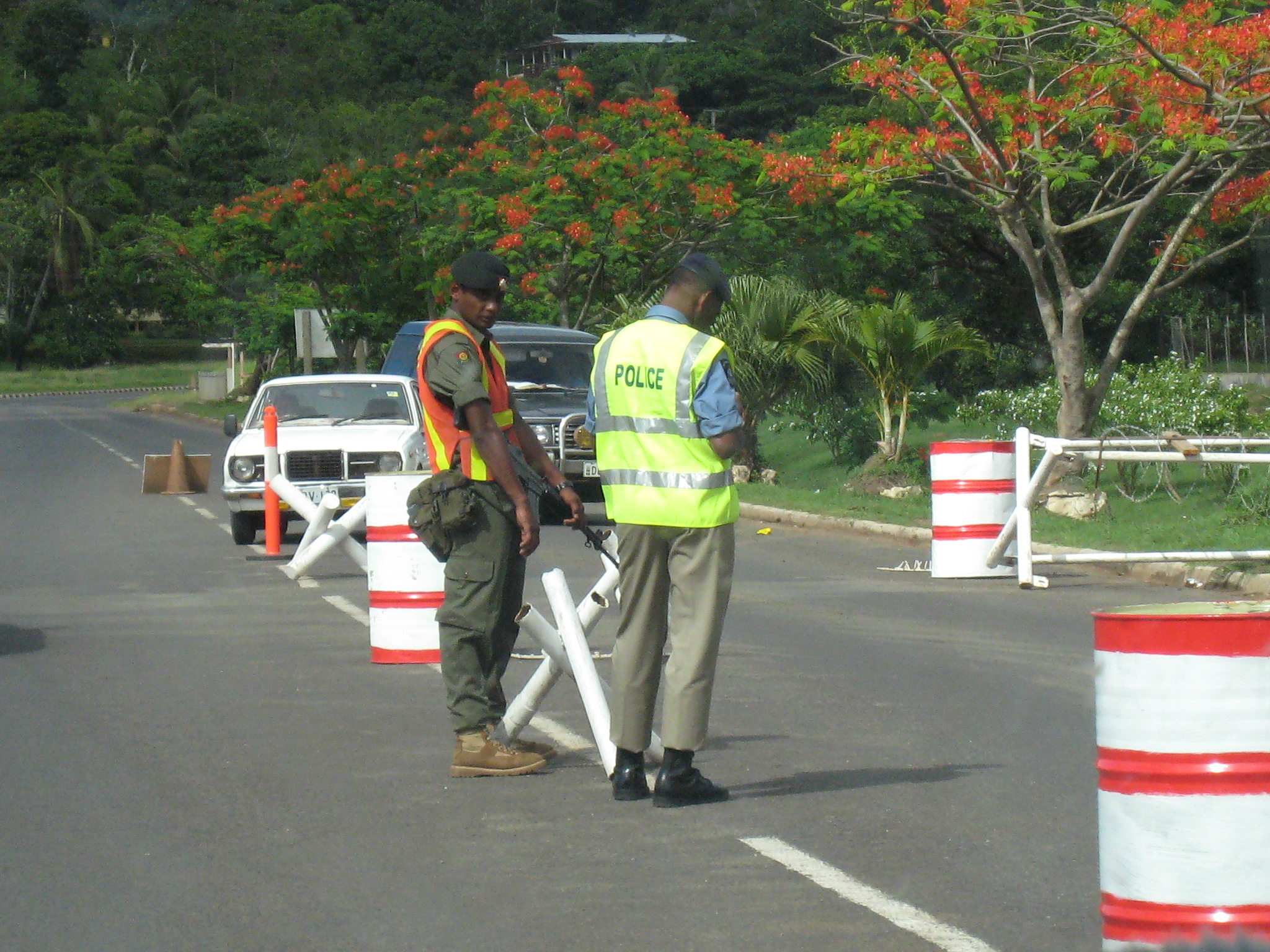
Forces de sécurité fidjiennes formant un poste de contrôle à Labasa.

Le coup d'État du 5 décembre 2006 aux Fidji est un renversement du pouvoir du pays qui a eu lieu à la suite des pressions qui étaient en croissance depuis le coup d'État de 2000 aux Fidji et la crise politique fidjienne de 2005-2006 (en).

## Contexte
Au cours des deux décennies précédentes, les Fidji ont connu trois coups d'État à la suite de tensions entre les groupes ethniques fidjien et indien. La religion a joué un rôle important puisque la majorité des Fidjiens sont méthodistes tandis que la majorité des Indiens sont hindous.
En décembre 2006, une longue dispute entre le gouvernement et les forces militaires du pays a atteint un point culminant. Trois lois proposées au Parlement des Fidji en sont la cause principale. L'une de celles-ci questionnaient l'illégalité du coup d'État de 2000 aux Fidji et offraient le pardon à certains des rebelles qui y ont participé. Neuf demandes ont été déposées par le commodore Josaia Voreqe « Frank » Bainimarama au Premier ministre Laisenia Qarase principalement autour de problèmes concernant ces lois. Bainimarama a donné un ultimatum à Qarase pour qu'il concède à ces demandes ou qu'il donne sa démission avant le 1er décembre, par la suite, remis au 4 décembre.
Après des semaines de préparation, le 4 décembre, les forces militaires établirent une présence à Suva en mettant en place des barrages routiers et des démonstrations publiques et en saisissant les armes des factions opposées, incluant la police. Le 5 décembre, plusieurs ministres et hauts fonctionnaires du gouvernement ont été assignés à domicile et le Président Ratu Josefa Iloilo aurait soi disant signé un ordre pour dissoudre le Parlement, mais, plus tard, il a fait une déclaration à la presse le niant.

## Réponse internationale
Le 8 décembre 2006, le Commonwealth a suspensu l'adhésion des Fidji. Son secrétaire-général, Don McKinnon, a déclaré que Bainimarama devrait démissionner et que le coup d'État était une violation totale des principes du Commonwealth. Après ne pas avoir respecté la date limite pour organiser des élections nationales avant 2010, les Fidji ont été complètement suspendues du Commonwealth le 1er septembre 2009.
En 2008, la Nouvelle-Zélande a refusé d'accorder un visa d'étudiant au fils d'un fonctionnaire du gouvernement fidjien à cause de la remise à plus tard des élections. En réponse, les Fidji ont expulsé le haut-commissionnaire de la Nouvelle-Zélande aux Fidji. Par la suite, la Nouvelle-Zélande a expulsé le haut-commissionnaire des Fijdi en Nouvelle-Zélande.

## Annexe